# Ingvar Gullnäs
Sven Ingvar Gullnäs, född 11 oktober 1924 i Bjursås församling i Kopparbergs län, död 24 december 2012 i Grycksbo församling i Dalarnas län, var en svensk ämbetsman.

## Biografi
Gullnäs avlade juris kandidat-examen vid Uppsala universitet 1949, varpå han gjorde tingstjänstgöring och var anställd på en advokatbyrå 1949–1952. Han blev fiskal vid Svea hovrätt 1953, var tingssekreterare i Ovansiljans domsaga 1955–1957, var adjungerad ledamot av Svea hovrätt 1957–1959, blev assessor där 1959 och var sekreterare i Tredje lagutskottet 1960–1961. Åren 1961–1973 tjänstgjorde han i Justitiedepartementet: som sakkunnig 1961–1963, som tillförordnad lagbyråchef 1964, som departementsråd 1965–1968 och som expeditionschef 1968–1973. Han blev hovrättsråd 1969. Gullnäs var justitiekansler 1973–1980 och landshövding i Kopparbergs län 1980–1986.
Gullnäs var son till pappersarbetaren Albert Gullnäs och Selma Gullnäs, född Lundell. Han gifte sig 1951 med Rut Larses (1928–1993). Makarna är begravda på Bjursås kyrkogård.

## Utmärkelser
- Riddare av Nordstjärneorden, 1967.[5]
- Kommendör av Nordstjärneorden, 18 november 1971.[6]